# Symlog
SYMLOG (System for the Multiple Level Observation of Groups) ist ein von Robert Freed Bales Ende der 1970er Jahre entwickeltes Verfahren zum Studium von Gruppenprozessen. Als Weiterentwicklung von Bales’ Interaktionsprozessanalyse zeichnet es sich gegenüber anderen Modellen durch seine Differenziertheit aus. Erhebungstechnisch basiert es auf der für Fremdbeobachtung entwickelten Interaktionssignierung und der hauptsächlich als Selbstrating angewandten Adjektivliste.
1983 wurde in Zusammenarbeit mit Bales die Symlog Consulting Group gegründet, die die Entwicklung und Nutzung von SYMLOG in inzwischen sechs Kontinenten und dreißig Ländern sammelt und begleitet.

## Kurzbeschreibung
Dem SYMLOG-Konzept liegt die Annahme zugrunde, dass sich das Verhalten von Individuen in Gruppen durch drei bipolare Dimensionen beschreiben lässt:
- Dimensionen: Einflussnahme – Sozio-emotionale Orientierung – Aufgabenorientierung, Kontrolle
- Pole: Upward – Downward / Positive – Negative / Forward – B(ackward)
- Beschreibung: einflussnehmend – auf Einfluss verzichtend (UD) / freundlich, beliebt – unfreundlich, unbeliebt (PN) / zielgerichtet, kontrolliert – gefühlsbestimmt, ausdrucksvoll (FB)

Jede der drei Dimensionen setzt sich aus zwei (in der Regel gegeneinander verrechnete) Richtungskomponenten zusammen, die ihren Ursprung in der Mitte, dem Nullpunkt der Dimensionen, haben. Durch die Trichotomisierung der Dimensionen entsteht ein dreidimensionaler Raum, der SYMLOG-Würfel, in dem neben der zentralen „Durchschnittsposition“ 26 Raumpositionen definiert sind, mit denen die verschiedenen Verhaltensweisen der Gruppenteilnehmer „typisierend“ beschrieben werden können.